# تانغ بينج
تانغ بينج (بالصينية: 唐鵬) هو لاعب تنس الطاولة صيني، ولد في 4 فبراير 1981 في بكين في الصين.

## وصلات خارجية
- تانغ بينج على موقع منظمة تنس الطاولة العالمي (الإنجليزية)
- تانغ بينج على موقع اللجنة الأولمبية الدولية (الإنجليزية)
- تانغ بينج على موقع أوليمبيديا (الإنجليزية)